# Alter Provisor
Alter Provisor ist ein Kräuterlikör, der ursprünglich in der Ratsapotheke im niedersächsischen Celle hergestellt und vertrieben wurde.

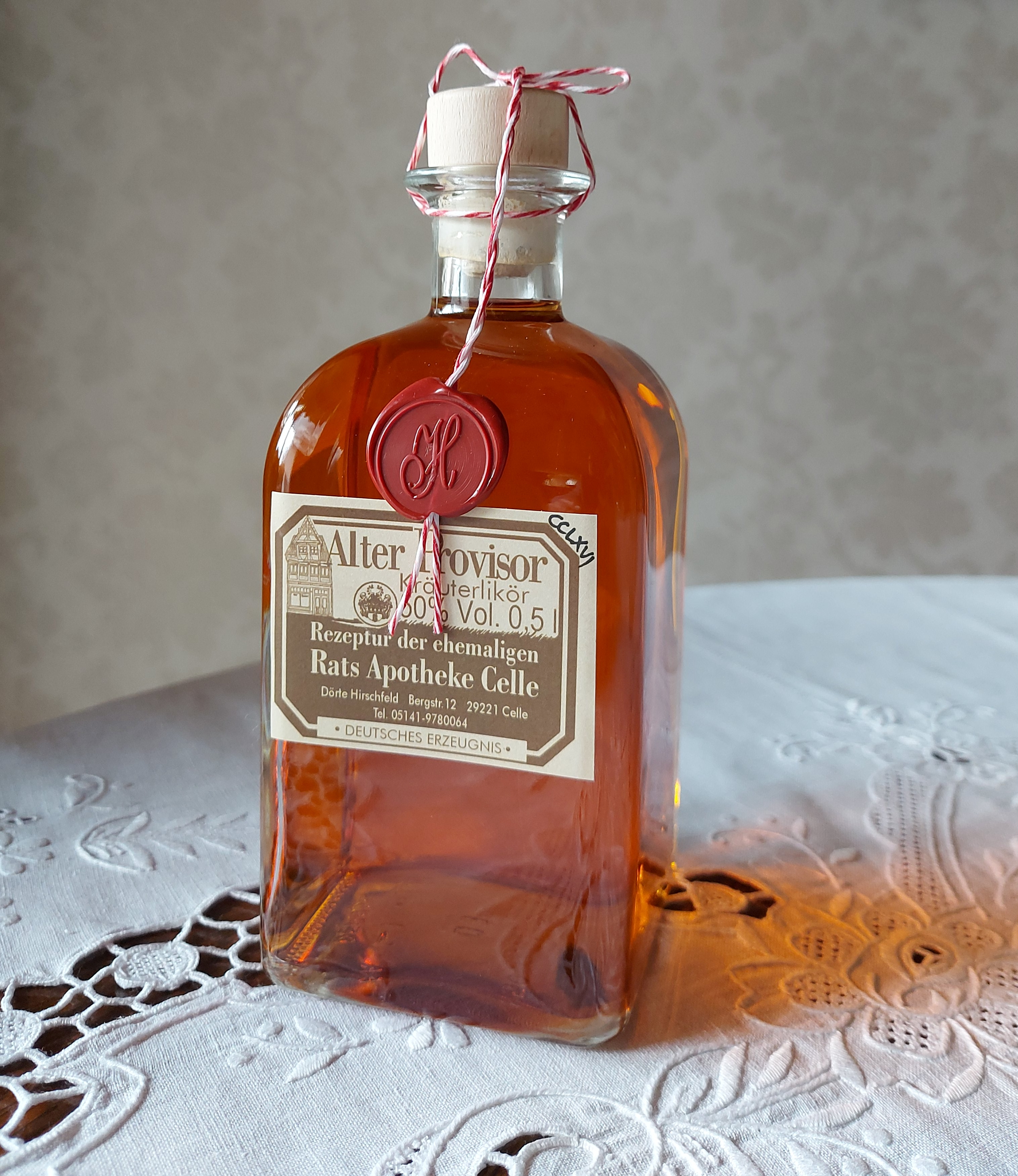
Alter Provisor 0,5 Ltr. 50% Vol.

## Inhalt
Der Kräuterlikör enthält 50 Vol.-% Alkohol und 10 % Zucker sowie alkoholische Auszüge asiatischer Gewürzpflanzen und einheimischer Heilpflanzen, die ihm einen bitteren Geschmack verleihen.

## Geschichte
Der Begriff Provisor bezeichnete einen Apotheker oder Ersten Gehilfen, der die Aufsicht in einer Apotheke führte. Die Rezeptur des Alten Provisors basiert auf einem aqua vitae (deutsch: Lebenswasser) aus einem Rezeptbuch des Apothekers Otto Kaiser, der Anfang des 20. Jahrhunderts die Rottmannsche Apotheke führte. 1910 wurde die Apotheke in Ratsapotheke umbenannt und von Carl Greve übernommen, der den Likör erstmals in größeren Mengen produzierte. Den Namen Alter Provisor erhielt der Kräuterlikör im Jahr 1980 von Jost Greve, der ihn auch markenrechtlich schützen ließ und den Kräuterlikör zuletzt von 1973 bis 2013 produzierte. Im Januar 2014 wurde die Ratsapotheke in ihrem 165. Jahr geschlossen. Die Marke wurde von der Greve Provisor UG übernommen, die den Alten Provisor zunächst in der Albtor-Apotheke in Reutlingen produzieren ließ. Seit August 2014 wird der Alte Provisor wieder in Norddeutschland hergestellt. In Celle eröffnete im November 2014 in einem restaurierten Fachwerkbau ein Fachgeschäft mit dem Namen Alter Provisor.